# Bel Marin Keys
Bel Marin Keys ist ein Gemeindefreies Gebiet  in Marin County, Kalifornien.

## Geographie
Bel Marin Keys ist eine am Wasser gelegene Gemeinschaft östlich der Stadt Novato. Sie umfasst ungefähr 700 Häuser. Die meisten davon liegen entweder an einer der vielen Lagunen oder auf Novato Creek. Alle Lagunen haben durch Schleusen Zugang zur Bucht von San Pablo. Die Gemeinschaft liegt im Postleitzahlenbereich 94949 und im Vorwahlbereichen 415 und 628.
Bel Marin Keys ist eine geplante Gemeinschaft, die zwischen den späten 1950er und den frühen 1980er Jahren gebaut wurde. Die Phasen 1 bis 4 wurden abgeschlossen, aber Phase 5 wurde nie gebaut, sodass das Land nun zu einem Feuchtgebiet renaturiert wird. Das Land, auf dem Bel Marin Keys jetzt liegt, war früher ein Feuchtgebiet, aber im 20. Jahrhundert wurde es in Agrarland umgewandelt. Phase 5 hätte die Größe von Bel Marin Keys verdoppelt, wenn es gebaut worden wäre.
Im März 2024 stimmten die Einwohner für eine 30 Million-Dollar-Grundstückssteuer, mit der neue Deiche und Schleusen gebaut werden sollen.